# عقرب (حماة)
عقرب بلدة سورية في ناحية حربنفسه التابعة لمنطقة حماة في محافظة حماة. بلغ عدد سكانها 8422 نسمة في عام 2004 حسب إحصاء المكتب المركزي للإحصاء.
تقع في سهل الحولة شمال غرب مدينة حمص على مسافة 30 كم جنوب غرب مدينة حماة 30 كم جنوب شرق مصياف 15 كم. تتوضع بلدة عقرب على تل في منتصف البلدة، تحوي عددا من المدارس الثانوية والإعدادية والابتدائية. يدرس عدد كبير من أبنائها في الجامعات.
تشتهر البلدة بازدهارها التجاري وبصناعة السجاد اليدوي الذي تتميز به وكذلك تشتهر حديثا بزراعة أشجار الزيتون وتسويقه، كما تقوم فيها صناعة الجبن بكميات كبيرة والصناعات الحديدية وزراعة القمح وبعض المزروعات الأخرى.

## تاريخ
تعود جذور بناء بلدة عقرب بحسب بعض المكتشفات الأثرية في المنطقة إلى أيام الإغريق والرومان وفيها منشآت أثرية تعود لحضارات رومانية ويونانية وكذلك للفترة الإسلامية القديمة، ومن ضمن الآثار التي عثر عليها، خانات قديمة تدل على أنّها كانت على طريق تجاري حيث أن الخانات كانت مركزا لراحة التجار المسافرين وقد تم دفن هذه الأثار تحت بناء للمدرسة مكان منزل إقطاعيي بلدة عقرب.
أغلب سكان البلدة من التركمان وهناك حوالي 12% من العرب العلويين ولكن لا يوجد صبغة طائفية في البلدة.
وحاليا قسم كبير من سكانها يعملون في التجارة ضمن المحال التجارية (بيع الالبسة والمواد الغذائية.. وتربية الماشية)
توجد فيها حوالي 16 صيدليات طبية إضافة لكونها تحتوي على ثلاثة مساجد أحدها كبير بما يكفي لأفراد البلدة وبالإضافة إلى المدارس (3 ابتدائية و2 اعدادية و2 مدرسة ثانوية وثانوية للفنون النسوية)وأول مدرسة في البلدة شيدت عام 1964 م وتضم أيضا المركز الطبي المستوصف الذي أنشأته وزارة الصحة لخدمة المواطنين في المنطقة، بالإضافة إلى افتتاح مركز لطب الطوارئ مجهز بأجهزة تصوير شعاعي وايكو وتخطيط قلب كهربائي وإجراء بعض العمليات الجراحية الإسعافية. بالإضافة إلى مشفى للامراض النسائيه وكذلك المستوصف البيطري.وعيادات بيطرية عديدة. وحاليا عدد كبير من سكان البلدة يعملون بالتجارة وتنتشر المحلات التجارية المنوعة مثل محلات المواد الغذائية ومحلات الملابس الجاهزة والأقمشة والعديد من معامل الأجبان والألبان.
تتميز بلدة عقرب بموقعها الاستراتيجي بالنسبة للقرى المجاورة مما يجعلها مركزًا تجاريًا وصناعيًا نشطًا.
وأيضا تقع عقرب بين ثلاثة جبال، حيث تبدو جميلة جدا في فصل الربيع من حيث الأنهار التي تسير بمحاداة القرية وتخترق الأراضي الزراعية.